# Рада з міжнародної торгівлі
Рада з міжнародної торгівлі — дорадчий орган при Кабінеті міністрів України.

## Заснування
Створена 4 липня 2017 як платформа для координації дій з розвитку міжнародної торгівлі в Україні.

## Мета
Рада має забезпечити взаємодію між урядом і бізнесом у чотирьох напрямах:
- спрощення процедур торгівлі;
- просування експорту;
- розробка стратегій та реалізація державної політики у сфері міжнародної торгівлі;
- поліпшення системи митно-тарифного регулювання і торговельного захисту.

Утворення Ради передбачене Планом заходів з впровадження Експортної стратегії: Дорожньої карти стратегічного розвитку торгівлі України на 2017—2021.

## Керівництво
Очолює Раду перший віце-прем'єр-міністр — міністр економічного розвитку і торгівлі України.
Заступником голови Ради є заступник міністра економічного розвитку і торгівлі — торговий представник України.